# アガーテ・バッケル＝グロンダール
アガーテ・バッケル＝グロンダール（Agathe Backer Grøndahl, 1847年12月1日 ホルメストラン - 1907年6月4日 クリスチャニア）は、ノルウェーのピアニスト・作曲家。

## 経歴
クリスチャニア（現オスロ）でオットー・ヴィンテル＝イェルムとハルフダン・シェルルフ、ルトヴィク・マティアス・リンデマンに師事した。その後フィレンツェでハンス・フォン・ビューローの、ヴァイマルでフランツ・リストの薫陶を受ける。
バーナード・ショーが注目するほど国際的に名声のあるピアニストであったが、後年に聴力を失い、音楽活動を断念した。エドヴァルド・グリーグとは親友同士であり、バッケル＝グロンダールが亡くなると、グリーグは「ミモザの花のような彼女の音楽はもう聴けない」と言って惜しんだ。作品番号にして70曲の、個別に数えて総数400曲の作品を残した。ほとんどすべてがピアノ曲と声楽曲で、管弦楽曲や室内楽曲はほとんど書いていない。民俗生活を題材とした性格的小品が多いが、ピアノ曲はグリーグほど大胆ではなく、しばしばショパンやシューマンの影響下に留まっている。

## 親族
指揮者、作曲家のオラウス・アンドレアス・グロンダールと結婚し、息子のフリチョフ・バッケル＝グロンダールもピアニスト、作曲家となった。
姉のハリエット・バッケルは有名な画家であり、いくつかの油彩画において妹をモデルにしたと言われている。